# Erik Wintersberger
Erik Wintersberger (* 10. September 1907 in Wien als Erik Jellinek; † 23. März 2005 in Wien) war österreichischer Manager, Politikwissenschaftler und Person des österreichischen gewerblichen Genossenschaftswesens. 
Er war von 1964 bis 1968 Vorstandsmitglied und von 1968 bis 1973 Vorsitzender des Verbandsvorstandes und Verbandsanwalt des Österreichischen Genossenschaftsverbandes.

## Ausbildung und berufliche Tätigkeit
Wintersberger studierte an der Technischen Hochschule Wien und an der Wiener Universität. Er schloss sein Studium mit dem Doktor der Doktor rerum politicarum ab und begann seine Berufslaufbahn als Referent in der Österreichischen Kontrollbank für Industrie und Handel. Danach bekleidete er leitende Funktionen in verschiedenen österreichischen Industrieunternehmen.  Wintersberger beantragte am 10. November 1938 die Aufnahme in die NSDAP und wurde zum 1. April 1940 aufgenommen, aber wegen seines Vaters als »Mischling ersten Grades« am 28. Juni 1944 aus der NSDAP ausgeschlossen.

## Funktionen im Genossenschaftswesen
Er kam 1962 in den Österreichischen Genossenschaftsverband, wo er ab 1964 als Vorstandsmitglied für die Betreuung der gewerblichen Waren- und Dienstleistungsgenossenschaften zuständig war. Von 1968 bis 1973 fungierte er als Verbandsanwalt und Vorsitzender des Verbandsvorstandes.